# Parallel Universe (Red Hot Chili Peppers)
Parallel Universe is een nummer van Red Hot Chili Peppers, afkomstig van het album Californication. Het nummer werd als single uitgebracht in Canada en de Verenigde Staten. Parallel Universe is als single uitgebracht in 2000, ook al is het album Californication uit 1999.
Het nummer is de tweede track van Californication. In Nederland is het niet uitgebracht als single. Het nummer staat ook op het album Greatest Hits. De zanger Anthony Kiedis, laat zijn stem goed klinken. Het nummer duurt 4 minuten en 30 seconden. Het wordt tot het genre Rock gerekend.
Parallel Universe gaat over een andere wereld, afgescheiden van de onze, een parallel universum.